# Owensboro
Owensboro è una città degli Stati Uniti d'America, capoluogo della Contea di Daviess, nello Stato del Kentucky, sul fiume Ohio.
Si estende su una superficie di 52,86 km² (20,41 mi²) e al censimento del 2010 contava 57 265 abitanti. È la quarta città dello stato per popolazione.
Fondata poco dopo il 1790 dal pioniere William "Bill" Smeathers.

## La città
Owensboro è il capoluogo della Contea di Daviess nel Kentucky e si trova sulla sponda meridionale del fiume Ohio, uno dei principali corsi d'acqua degli Stati Uniti. La città si è ingrandita velocemente ed è diventata la terza città più popolosa del Kentucky, mentre è considerata la capitale culturale e industriale del Kentucky occidentale.
Owensboro era originariamente conosciuta con il nome di "Yellowbanks" (rive gialle) per via del colore tipico del terreno lungo le sponde del fiume Ohio. Cominciò a popolarsi soprattutto a partire dal 1810, quando David Morton aprì il primo negozio di generi alimentari. In memoria del colonnello Abraham Owen, nel 1817 la città prese il nome di Owensborough, più tardi accorciato in Owensboro.
Il 14 agosto 1936 in questa città ha avuto luogo l'ultima impiccagione degli Stati Uniti d'America: Rainey Bethea fu condannato per lo stupro e l'omicidio della settantenne Lischa Edwards.
Nel 1937 Papa Pio XI ha fondato la Diocesi cattolica di Owensboro che si estende per circa un terzo dello Stato.
Nell'ottobre 2002 è stato inaugurato un nuovissimo ponte, il Natcher Bridge che, collegandosi all'Interstate 64, conduce verso lo Stato dell'Indiana.

## Sviluppo economico e industriale
L'area di Owensboro è diventata polo industriale del Kentucky occidentale, attirando intorno a sé numerose imprese produttrici di alluminio, distillati, carbone, acciaio e gas naturale. Altri prodotti locali comprendono attrezzature elettriche, tabacco, prodotti di carta, tubature, arredi per ufficio, salse alimentari, telai per camion e molto altro ancora.

## Attività culturali
Owensboro offre diverse attività culturali ai suoi cittadini e ai turisti che la visitano. Lungo le sponde dell'Ohio è possibile praticare la pesca e alcuni sport acquatici. I parchi della città offrono campi da golf, tennis, softball, football, baseball e spazi per pic-nic all'aria aperta. Nei mesi estivi sono aperte due piscine e il parco acquatico di Kendall Perkins. Nel corso dell'anno vengono organizzati numerosi eventi teatrali e musicali, tra cui i concerti della Owensboro Symphony Orchestra.
La biblioteca di Owensboro-Daviess County conta ben centocinquantamila libri e tredicimila audiovisivi. Gli appassionati di arte possono visitare il Museo delle Belle Arti che contiene notevoli capolavori, tra cui una casa completamente restaurata risalente al periodo della guerra civile americana.